# Goblin Col
Goblin Col är ett bergspass i Antarktis. Det ligger i Sydshetlandsöarna. Argentina, Chile och Storbritannien gör anspråk på området.
Terrängen runt Goblin Col är mycket platt.  Trakten är obefolkad. Det finns inga samhällen i närheten. 